# خوسيه ليون غوميز
خوسيه ليون غوميز (بالإسبانية: José León Gómez)‏ هو لاعب كرة قدم إسباني، ولد في 1935.